# Kriegerdenkmal 1870/71 (Runkel)

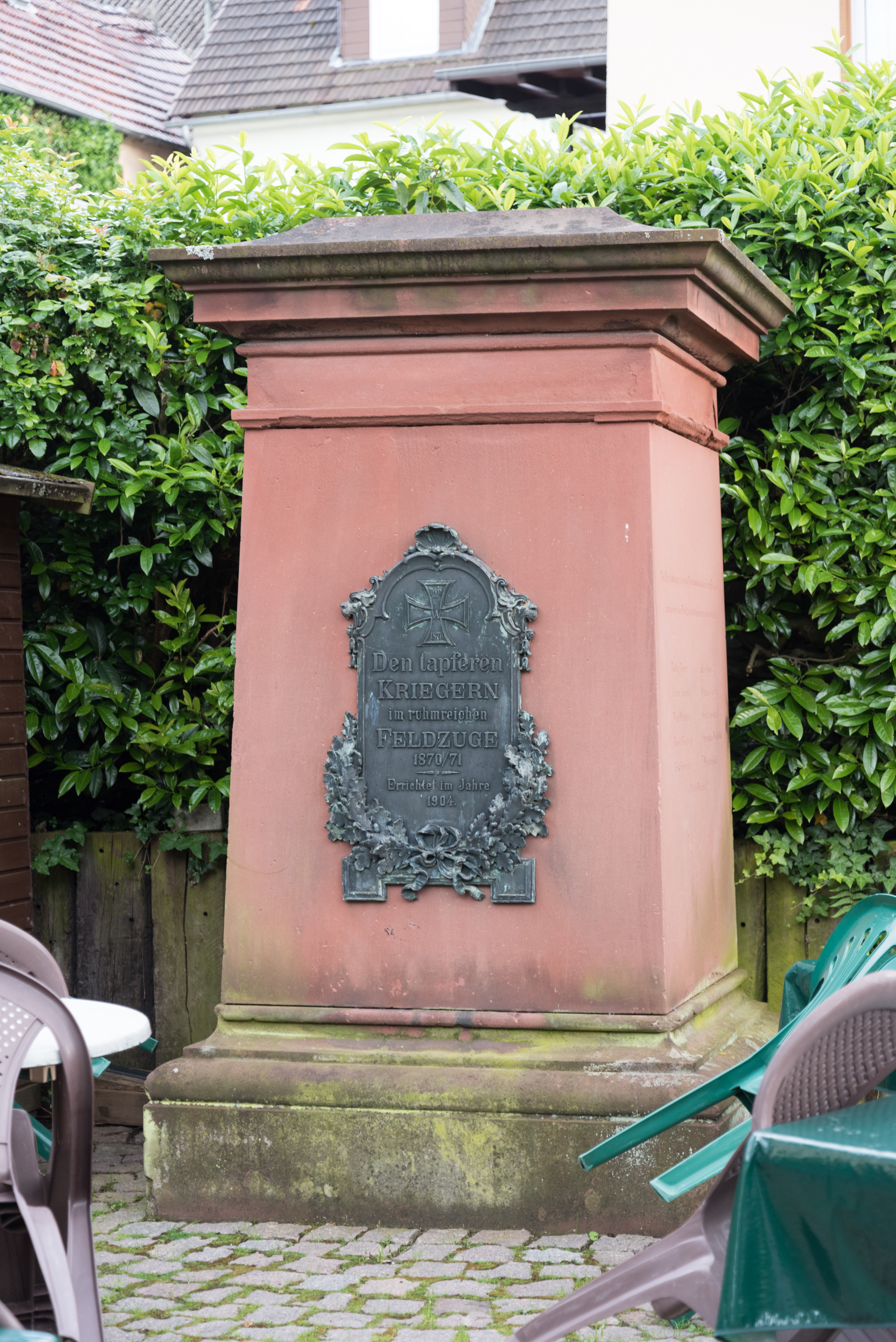
Kriegerdenkmal 1870/71 in Runkel

Das Kriegerdenkmal 1870/71 in Runkel, einer Gemeinde im mittelhessischen Landkreis Limburg-Weilburg, wurde 1904 errichtet. Das Kriegerdenkmal an der aufsteigenden Südseite des Schlossplatzes ist ein geschütztes Kulturdenkmal. 
Der kleine Sandsteinsockel trug eine später zu Kriegszwecken eingeschmolzene Siegesgöttin. 
Seitlich stehen unter dem Text „Aus Runkel folgten dem Rufe zur Fahne“  die Namen der 34 aus dem Ort am deutsch-französischen Krieg von 1870/71 beteiligten Soldaten. Vorne ist eine Zierkartusche in Bleilegierung zu sehen. Unter dem Eisernen Kreuz ist folgende Inschrift angebracht: „Den tapferen Kriegern im ruhmreichen Feldzuge 1870/71. Errichtet im Jahre 1904.“